# Księstwo Kleve

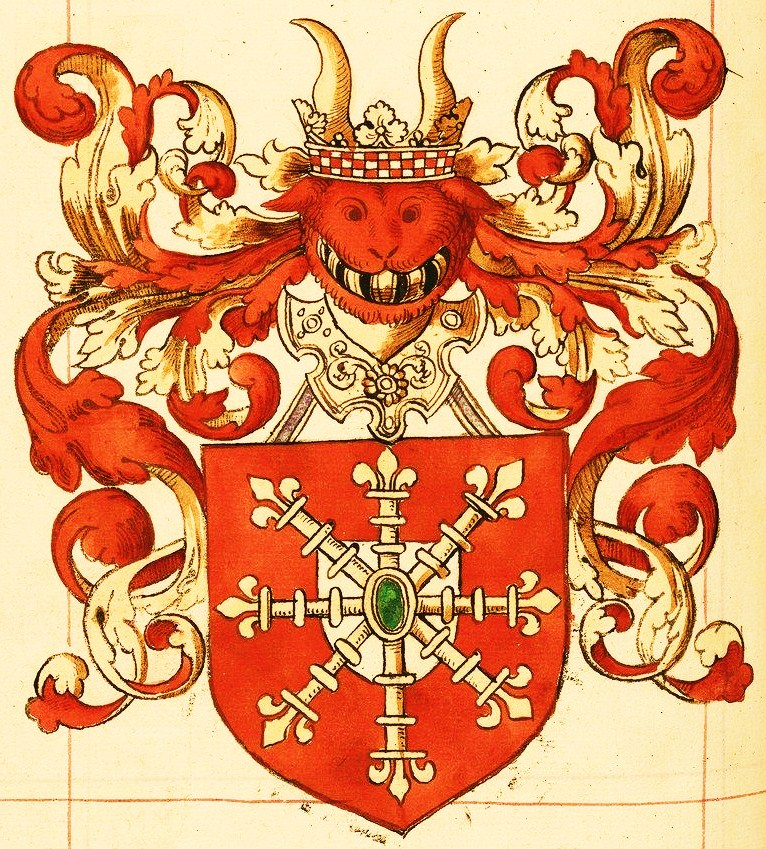
Herb Księstwa

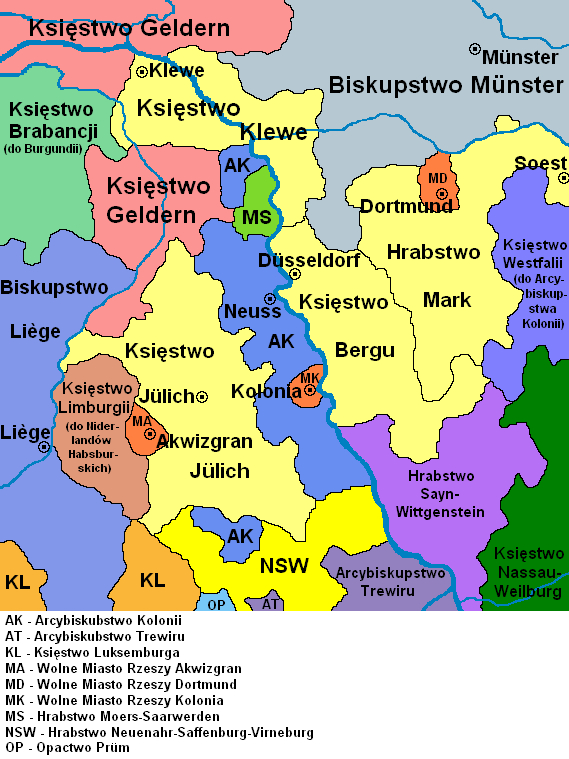
Mapa z 1477 z księstwami Kleve, Jülich i Bergu oraz z hrabstwem Mark

Księstwo Kleve (niem. Herzogtum Kleve) było państwem wchodzącym w skład Świętego Cesarstwa Rzymskiego i leżało na obszarach dzisiejszych Niemiec (część Nadrenii Północnej-Westfalii) i Holandii (część Limburgii, Brabancji Północnej i Geldrii). Jego terytorium rozciągało się po obu stronach Renu, wokół stolicy Kleve i w przybliżeniu pokrywało się z dzisiejszymi okręgami Kleve i Wesel oraz z obszarem miasta Duisburg.

## Historia
Pierwsze wzmianki o hrabstwie Kleve (Grafschaft Kleve) pojawiły się w XI wieku. W 1417 hrabstwo przekształcone zostało w księstwo. Jego historia jest blisko związana z sąsiadami: księstwem Jülich, księstwem Bergu i Geldrią oraz z hrabstwem Mark. W 1368 hrabstwa Kleve i Mark utworzyły jeden organizm państwowy. W 1521 Jülich, Berg, Kleve i Mark zostały połączone unią personalną.
Gdy w 1609 zmarł bezpotomnie ostatni książę Kleve, Jülich i Bergu Jan Wilhelm, wybuchła wojna o sukcesję, zakończona ostatecznie podziałem księstwa Jülich-Kleve-Berg. Na podstawie traktatu pokojowego w Xanten, zawartego 12 listopada 1614 księstwo to zostało podzielone między Palatynat Neuburski (który otrzymał Księstwo Jülich i Księstwo Bergu) i Brandenburgię (w której ręce dostały się Kleve i Hrabstwo Mark). Jednak znaczna część księstwa Kleve okupowana była przez Holandię aż do 1672. W 1701 Kleve wraz z całą Brandenburgią stało się częścią Królestwa Prus. Kilkadziesiąt lat później, podczas wojny siedmioletniej w latach 1757-1762 Kleve okupowali Francuzi.
Podczas wojen rewolucyjnych Kleve w 1795 znów dostało się pod okupację francuską i pozostało we francuskich rękach aż do zakończenia wojen napoleońskich w 1815. Po klęsce Napoleona księstwo zostało zlikwidowane, stając się częścią pruskiej prowincji o nazwie Jülich-Kleve-Berg (prowincja ta od 1822 nosiła nazwę Nadrenia), oprócz takich miast jak Gennep, Zevenaar i Huissen, które weszły w skład Holandii.

## Władcy Kleve

### Hrabiowie Kleve
- ?-ok. 1119 Dytryk I
- ok. 1119-ok. 1147 Arnold I
- ok. 1147-1172 Dytryk II
- 1172-ok. 1200/1202 Dytryk III
- ok. 1203/1208-1260 Dytryk IV
- 1260-1275 Dytryk V
- 1275-1305 Dytryk VI
- 1305-1310/1311 Otto
- 1310/1311-1347 Dytryk VII
- 1347-1368 Jan
- 1368-1394 Adolf I (także hrabia Mark)
- 1394-1448 Adolf II (także hrabia Mark, od 1417 książę Kleve)

### Książęta Kleve
- 1417-1448 Adolf II
- 1448-1481 Jan I (także hrabia Mark)
- 1481-1521 Jan II (także hrabia Mark)
- 1521-1539 Jan III (także hrabia Mark, książę Jülich i Bergu od 1511 r., jego córką była Anna z Kleve, czwarta żona Henryka VIII Tudora)
- 1539-1592 Wilhelm Bogaty (także hrabia Mark, książę Jülich i Bergu)
- 1592-1609 Jan Wilhelm (także hrabia Mark, książę Jülich i Bergu)